# Lageanomalie des Hodens

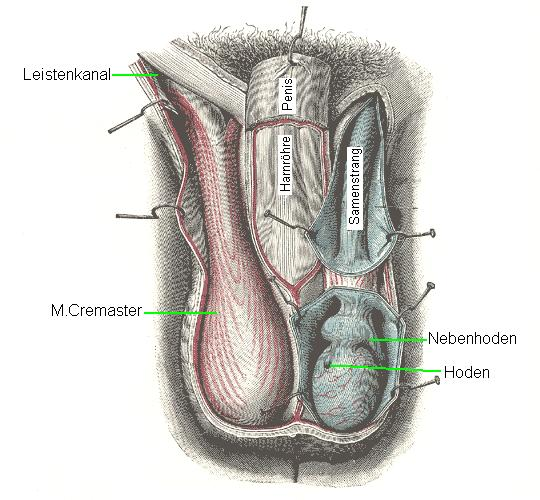
Normale Anatomie des Hodensacks

Als Lageanomalie des Hodens oder Hodendystopie (klinisch: Aberratio testis) wird die Position eines Hodens bezeichnet, der vorübergehend oder dauernd außerhalb des Hodensacks liegt. Die Ursache ist ein gestörter Hodenabstieg (Maldescensus testis). Das Krankheitsbild des fehlenden oder verspäteten Abstiegs (Descensus) der Hoden in den Hodensack (Scrotum) nennt man Kryptorchismus, seltener auch Kryptorchidie. Keine Lageanomalie in diesem Sinne ist die Hodentorsion (Verdrehung eines Hodens).
Die Bedeutung einer frühzeitigen Erkennung und Behandlung folgt aus der Tatsache, dass Hodendystopien (neben der Varikozele) die häufigste Ursache für spätere Fertilitätsstörungen des Mannes sowie die einzig gesicherte Ursache für das Auftreten von bösartigen Hodentumoren sind.

## Grundlagen
Da der Hoden wie das Ovar aus einer gemeinsamen Gonadenanlage retroperitoneal in Höhe der Nieren entsteht, müssen beide Hoden eine „Wanderung“ vom Ort der primären Bildung bis in das entsprechende Skrotalfach des Hodensacks unternehmen, den sogenannten Hodenabstieg (Descensus testis). Er beginnt beim Menschen ab der 5. Embryonalwoche.
Der erfolgreiche Abstieg in den Hodensack (Skrotum) ist beim Menschen eines der Reifezeichen des Neugeborenen.
Es gibt die Annahme, dass die Einnahme von Analgetika während der Schwangerschaft zu einem erhöhten Risiko von Hodenhochstand führen kann.

## Häufigkeit
Ungefähr 3–6 % der reifen männlichen Neugeborenen und etwa 30 % der Frühgeborenen (aber 100 % aller männlichen Frühgeburten mit einem Geburtsgewicht von weniger als 900 Gramm) weisen noch eine ein- oder beidseitige Lageanomalie des Hodens auf. Nach Ende des ersten Lebensjahres ist das Vorkommen auf ca. 0,7 % gesunken.
Bei einigen anderen Säugetieren kann der Hodenabstieg allerdings auch erst nach der Geburt abgeschlossen sein, wie bei Pferden oder bei Hunden, oder erst zur Pubertät erfolgen (Nagetiere, Hasenartige).
Die Prävalenz für Lageanomalien des Hodens beim Haushund liegt zwischen 0,8 und 10 %, wobei in drei Viertel der Fälle nur ein Hoden betroffen ist. Rasseprädispositionen liegen bei Toy Pudel, Dackel, Yorkshire Terrier, Chihuahua, Malteser, Pekinese, Zwergschnauzer, Cocker-Spaniel und Boxer vor.

## Formen
Die Lageanomalien des Hodens können in zwei Gruppen eingeteilt werden. Der Hodenhochstand (Hodenretention) ist ein ausgebliebener bzw. unvollständiger Abstieg des Hodens, die Hodenektopie eine Abweichung vom vorgegebenen Pfad.

### Hodenhochstand

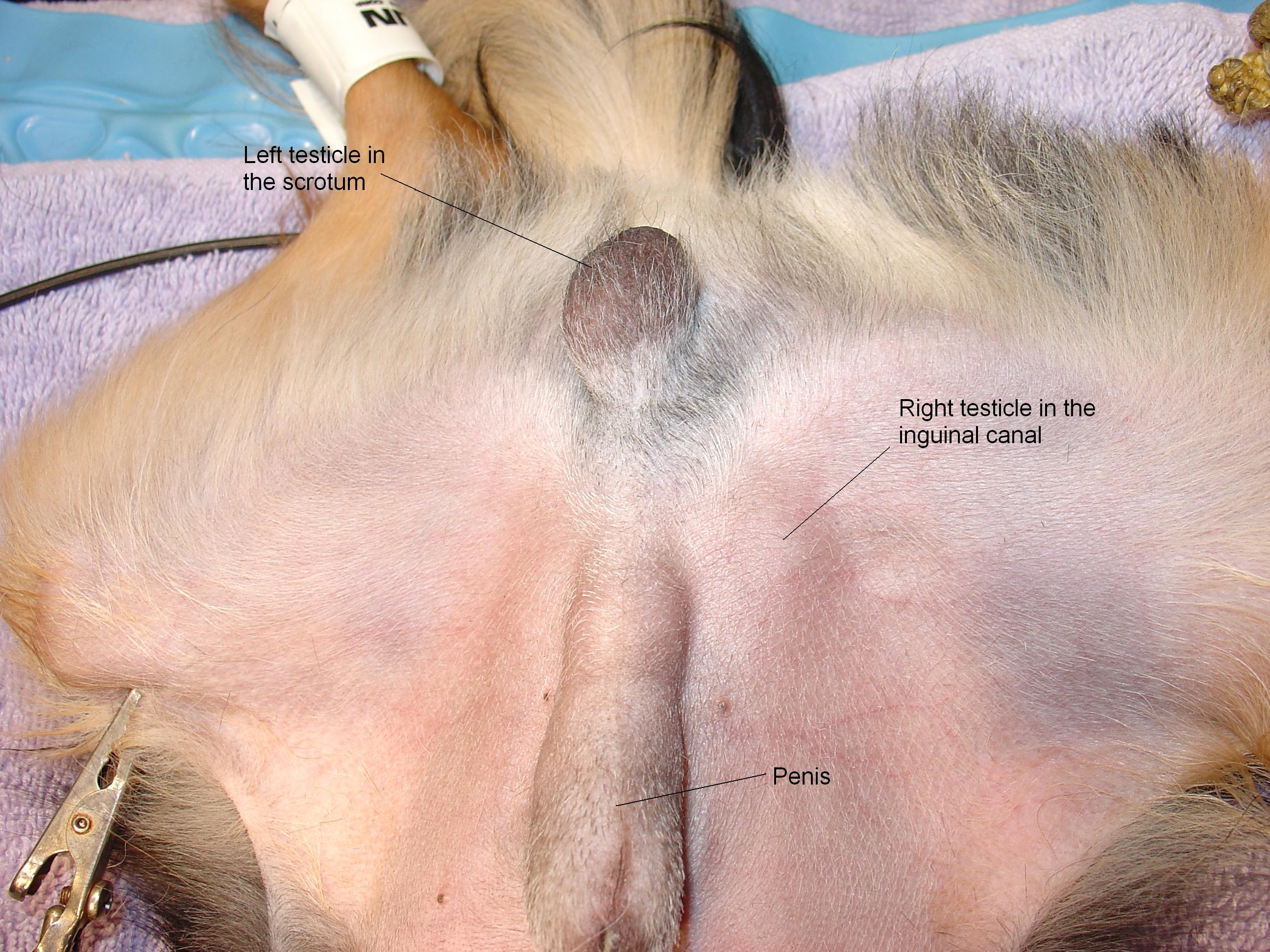
Leistenhoden bei einem Chihuahua

Entsprechend dem Wanderungsende unterscheidet man:
- Kryptorchismus: Entsprechend der griechischen Bedeutung von kryptos „verborgen“ ist der Hoden nicht auffindbar. Er liegt in der Regel im Bauchraum (Retentio testis abdominalis oder Nondescensus testis „Bauchhoden“). Davon muss eine fehlende Hodenanlage, die Anorchie, abgegrenzt werden. In der urologischen Praxis wird der Begriff allerdings oft weit gefasst und für alle Anomalien verwendet, bei denen der Hoden nicht hauptsächlich im Skrotum anzufinden ist.
- Leistenhoden: Der Abstieg des Hodens aus dem Bauchraum ist im Leistenkanal zum Stillstand gekommen (Retentio testis inguinalis).
- Gleithoden: Der Hoden lässt sich wohl durch sanften Druck in den Hodensack verlagern, nimmt aber seine ursprüngliche Position im Leistenkanal aufgrund eines zu kurzen Samenstranges sofort wieder ein.
- Pendelhoden, Wanderhoden: Der Hoden befindet sich, zum Beispiel bei sexueller Erregung (siehe Kremasterreflex), abwechselnd im Leistenkanal und im Hodensack. Dies ist im Allgemeinen nicht behandlungsbedürftig und stellt normalerweise für sich alleine keine Bedrohung für die Fruchtbarkeit dar.

### Hodenektopie
Die Hodenektopie oder Ektopia testis wird nach der Lage des Hodens in verschiedene Formen eingeteilt:
- femorale Hodenektopie: Der Hoden kommt unter der Haut im Bereich des Oberschenkels (Femur) zu liegen
- perineale Hodenektopie: Lage des Hodens im Bereich des Damms (Perineum)
- penile Hodenektopie: Verlagerung eines Hodens in den Bereich des Penisschafts
- transverse Hodenektopie: Verlagerung eines Hodens in das gegenseitige Skrotalfach

## Diagnostik
Die Diagnostik geschieht durch Inspektion, beidhändige Palpation, Ultraschalluntersuchung und vielfach ergänzt durch Laparoskopie (Bauchspiegelung). Die Computertomographie und die Magnetresonanztomographie spielen nur eine untergeordnete Rolle. Bei durch bildgebende Diagnostik nicht darstellbaren Hoden sollte durch Bestimmung von Testosteron-, FSH- und LH-Spiegeln nach funktionellem Hodengewebe gesucht werden. In der Tiermedizin wird vor allem der Leydig-Zell-Stimulationstest durchgeführt.

## Folgen
Die wesentlichsten medizinischen Konsequenzen der verschiedenen Lageanomalien sind die Gefahr der Entstehung bösartiger Hodentumore und die einer resultierenden Zeugungsstörung (Impotentia generandi).

### Maligne Entartung
Das Risiko für die Entstehung eines Hodentumors ist ohne entsprechende Therapie 32-mal höher als bei normal deszendierten Hoden, insgesamt aber abhängig vom Zeitpunkt der Operation und von der Höhe, in der der Wanderungsstopp erfolgte:
- bei im Bauchraum verbliebenen Hoden liegt das Entartungsrisiko bei 5–10 %
- bei Leistenhoden bei 1–2 %

Bei Haushunden stellt Kryptorchismus ebenfalls ein erhöhtes Risiko für Hodentumoren dar, bei einseitigem Kryptorchismus besteht jedoch kein erhöhtes Tumorrisiko für den im Hodensack liegenden Hoden.

### Fertilitätsstörung
Nach Angaben der WHO (1987) liegt bei gut einem Fünftel der Fälle unerfüllten Kinderwunsches die alleinige Ursache in einer Fertilitätsstörung des Mannes, wobei alle Lageanomalien des Hodens zusammen (nebst der sog. Varikozele) die häufigste Ursache darstellen dürften. Wirklich aussagekräftige Studien zu Fertilitätsstörungen sind allerdings prinzipiell schwer durchzuführen, u. a. da erst der Vaterschaftstest Klarheit bringt (pater semper incertus). Auch nach zeitgerechter Orchidopexie stellt reduzierte Fertilität die Hauptkomplikation des primären Kryptorchismus dar. Die neoadjuvante GnRH-Behandlung verbessert den Fertilitätsindex primär kryptorcher Kinder.

## Therapie
In den ersten sechs Lebensmonaten wird der Verlauf abgewartet und kontrolliert. Ist bis dahin der Hoden nicht dauerhaft im Hodensack tastbar, so kann eine Hormontherapie, wie sie 1929 erstmals der Arzt Bernhard Schapiro mit Hypophysenvorderlappen-Hormon vorgestellt hatte, mit Gonadoliberin für vier Wochen, im Anschluss β-hCG für drei Wochen (beides als Nasenspray erhältlich) erfolgen, die den spontanen Abstieg des Hodens fördern und die Reifung der Keimzellen stimulieren soll. Bleibt diese Therapie erfolglos, so empfiehlt sich eine operative Fixierung der Hoden im Hodensack (Orchidopexie). Für die operative Behebung einer Lageanomalie des Hodens bei Säuglingen werden sowohl die offene Operation als auch die Operation via Laparoskopie angewandt. Zweitere hat sich durch ihre minimal invasive Schädigung des Gewebes bewährt, durch die der Heilungsprozess verkürzt wird. Obwohl der Zeitpunkt der Operation Gegenstand der Diskussion ist, tendiert zurzeit die Fachmeinung dazu, dass mit Vollendung des ersten Lebensjahres die Behandlung abgeschlossen sein sollte. Ebenso ist der Stellenwert einer Hormontherapie nach erfolgter Operation, um Folgeschäden entgegenzuwirken, noch nicht eindeutig geklärt. Der Therapieerfolg bedarf der regelmäßigen Kontrolle, da Rezidive auftreten können. Die Operation eines Hodenhochstands bei nicht einwilligungsfähigen intersexuellen Kindern ist in Deutschland gem. dem am 22. Mai 2021 in Kraft getretenen § 1631e BGB  grundsätzlich nur noch mit Genehmigung des Familiengerichts zulässig (vgl. Seiten 27 und 29 des Gesetzentwurfs).
Bei kryptorchiden Haushunden ist die Entfernung der Hoden die gängigste Vorgehensweise – alle anderen Maßnahmen fördern die Weiterzucht mit betroffenen Tieren und sind daher kritisch zu sehen. Die mehrmalige Gabe von hCG oder Buserelin fördert den Hodenabstieg, wenn die Behandlung vor dem vierten Lebensmonat begonnen wird. Der Behandlungserfolg ist umso besser, je eher mit der Behandlung begonnen wird. Die Orchidopexie ist nur mit gleichzeitiger Vasektomie zum Ausschluss der Weiterzucht sinnvoll.

## Bezeichnungen für Tiere
Betroffene Schweine werden Binneneber oder Spitzeber genannt. Bei Pferden wird der Begriff Binnenhengst oder Urhengst verwendet. Bei Schafen verwendet man den Begriff Nierenbock.